# Mick Wingert
Mick Wingert (Lemoore, Kalifornia, 1974. július 4. –) amerikai komikus, színész.

## Élete és pályafutása
Legismertebb alakítását szinkronszínészként nyújtotta a Kung Fu Panda – A rendkívüliség legendája című 2011-es animációs filmben, melyben a korábban Jack Black és Dan Fogler színészek által alakított Po mester és Zeng hangját kölcsönözte. A Kung Fu Panda-filmek rajongói dicsérték alakítását, amiért Wingert a filmben tökéletesen visszaadta Jack Black hangját. Szinkronszínészként további fontosabb munkái közé tartozik a 2009-es A hercegnő és a béka című animációs film és A Föld legnagyobb hősei című animációs sorozat (2010-2013).
A filmek és sorozatok mellett szinkronhangként olyan videójátékokban is szerepel, mint a Mass Effect 2 és a Kessen III.

## Fordítás
- Ez a szócikk részben vagy egészben  a   Mick Wingert című angol Wikipédia-szócikk fordításán alapul.  Az eredeti cikk szerkesztőit annak laptörténete sorolja fel. Ez a jelzés csupán a megfogalmazás eredetét és a szerzői jogokat jelzi, nem szolgál a cikkben szereplő információk forrásmegjelöléseként.